# 仁川ペンタポート・ロック・フェスティバル
仁川（インチョン）ペンタポート・ロック・フェスティバル（Incheon Pentaport Rock Festival, 인천펜타포트락페스티벌）は、韓国最大の野外ロック・フェスティバルである。通称「ペンタポート」。主催は仁川広域市、仁川経済自由区域。

## 概要

### 韓国屈指の野外フェス
2006年からスタート。韓国・英国・米国・日本を中心とした国内外60組以上のアーティストを集めて、松島（ソンド）遊園地近くで、毎年7月の最終週末～8月初週に3日間開催で行われている。
開催期間でわかる通り、日本のフジロック・フェスティバルと時期が一緒であり、主要出演アーティストのほとんどはフジロック出演者でもある。これは、遠路はるばる来日する欧米のアーティストにフジロック以外のアジア公演の機会を設ける意味合いもあり、この利点を生かし、フジロックと連動する形でペンタポート・フェスは開催されている。
一方で、フジロックに関係なく、韓国で人気のある日本のミュージシャンが参加することもあり、過去にはDragon Ash、L'Arc〜en〜Ciel、土屋アンナなどが出演している。

### フェスの分裂
しかしながら2009年、ペンタポートフェスを企画していた二つの会社間で対立が深刻化。ブッキング交渉を担当していた側の企業がペンタポートを脱退しフジロックと同種のコンセプトの下、スキー場という山間立地に「ジサン・バレー・ロック・フェスティバル」（Jisan Valley Rock Festival）を新たに立ち上げてフジロック'09と連動したラインナップを形成、開催時期もペンタポートと同日程でぶつける対決姿勢を打ち出した。ちなみに、後に残ったペンタポートではブッキングが難航を極め、デフトーンズ以外目立った洋楽バンドを招聘することが出来ずに、一部の日本人ミュージシャンを除いてほとんどの出演者を韓国のミュージシャンで埋めるラインナップに終始、さらに規模を縮小しての開催を強いられることになった。
その後、ペンタポートが韓国最大の洋楽系ロックフェスとして存続していけるかは不透明な状況が危惧されたものの、翌2010年からはジサン・フェスと開催日を1週間ずらすことで被りを回避する一応の決着をみた。
ブッキングに関しては、両フェスでそれぞれフジロックのラインナップを分け合いながらも、独自のヘッドライナーを招集したり、日程が近づいた事でサマーソニック出演者とのシェアに比重を移すなど、共存競合にむけた運営をスタートさせている。

## アクセス
会場は、ソウル市内から車で1～2時間ほど離れた場所にある。会場までの主なアクセスの方法は、通常運行バス、地下鉄、特別臨時バスの3種類。通常運行バスと地下鉄はそれぞれ最寄りの停留所、駅から会場入口まで無料で運行しているシャトルバスを利用する必要がある。

## 電子マネー・ブレスレット
金額を自由に決めてこのブレスレットにチャージしておけば、料金支払い時は読み取り機にかざすだけで済む。会場内で料理やドリンク、グッズを買うたびに財布を取り出す面倒がなく、残金はもちろん返金処理が可能である。入り口チケット販売ブース、および場内の専用ブースなどでチャージ・返金が出来る。

## 会場
ステージはメインの「BIG TOP STAGE」（2万人収容）と、テントで覆われた唯一の屋内ステージ「PENTAPORT STAGE」（夜23時以降は「Groove Session」とその名を変え、クラブハウスとして機能する）の2つに分かれている。10分ほどで往来可能なこの2つのステージでライブが同時進行する。上記2つのステージとは別に、毎年もう一つ別にサブステージが設けられ、ミニライブやDJパーティーなどが行われる。
その他、朝鮮料理を中心とした屋台が揃う「フードゾーン」、約3,000のテントを収容でき、シャワー場も備えた「キャンピングゾーン」も設けられている。
ちなみに、ペンターポートが開催される7月末は、まだ韓国は梅雨の最中のため、かなりの確率で雨が降る。また、会場の地質は良好とは言えず、水はけもままならないため、泥でぬかるんだかなり足場の悪い環境には留意が必要である。

## 主な出演者
太字で記載されているのが各日BIG TOP STAGEのヘッドライナーである。
2006年
- プラシーボ / ザ・ストロークス / フランツ・フェルディナンド
- クーラ・シェイカー
- スノウ・パトロール
- ブラック・アイド・ピーズ
- ジェイソン・ムラーズ

2007年
- ミューズ / ケミカル・ブラザーズ / L'Arc〜en〜Ciel
- アッシュ
- オーシャン・カラー・シーン
- ASIAN KUNG-FU GENERATION

2008年
- トラヴィス / アンダーワールド / ELLEGARDEN
- カサビアン
- フィーダー
- ザ・ミュージック
- ハード・ファイ
- ザ・ヴァインズ

2009年
- No Brain（英語版） / デフトーンズ / Galaxy Express
- ACIDMAN
- DEXPISTOLS
- DJ KENTARO

2010年
- ステレオフォニックス / フーバスタンク / イアン・ブラウン
- ペンデュラム
- LCDサウンドシステム
- DIR EN GREY
- EGO-WRAPPIN'
- ザ・レイク
- 氣志團
- WAGDUG FUTURISTIC UNITY

2011年
- B.o.B / コーン / シンプル・プラン
- ザ・ティン・ティンズ
- ネオン・トゥリーズ
- マキシマム・ザ・ホルモン
- DEXPISTOLS

2012年
- ベクドゥサン（朝鮮語版） / スノウ・パトロール / マニック・ストリート・プリーチャーズ
- アッシュ
- FACT
- SiM
- The Qemists（英語版）
- CRASH
- 10cm（英語版）
- coldrain
- Lasse Lindh（英語版）
- Mocca（英語版）
- Sweet Sorrow
- Urban Zakapa（英語版）
- Dickpunks（英語版）

2013年
- ドゥルグクファ（英語版） / スウェード / フォール・アウト・ボーイ
- スキッド・ロウ
- YB（英語版）
- ポルノグラフィティ
- ストーリー・オブ・ザ・イヤー
- Beenzino（英語版）
- Junggigo（英語版）
- グラスヴェガス
- ママズ・ガン
- MAN WITH A MISSION
- ザ・ビッグ・ピンク
- ブラッド・レッド・シューズ
- テスタメント

2014年
- イ・スンファン（英語版） / カサビアン / トラヴィス
- ザ・ホラーズ
- Crossfaith
- Idiotape（英語版）
- Daybreak（英語版）
- Pia（英語版）
- ボーイズ・ライク・ガールズ
- スイサイダル・テンデンシーズ
- ORANGE RANGE
- マキシモ・パーク
- チャンミヨグァン（朝鮮語版）
- ロマンティックパンチ
- Thornapple（英語版）
- リジー・ボーデン
- でんぱ組.inc
- Urban Zakapa
- Peppertones（英語版）
- SCANDAL
- Acollective

2015年
- スコーピオンズ / ソ・テジ / プロディジー
- キム・チャンワンバンド（朝鮮語版）
- YB
- 10cm
- ☆Taku Takahashi
- EGO-WRAPPIN'
- ザ・クリブス
- ザ・ユーズド
- Fear, and Loathing in Las Vegas

2016年
- スウェード / ウィーザー / パニック!アット・ザ・ディスコ
- Crossfaith
- トゥー・ドア・シネマ・クラブ
- グループラヴ
- SPYAIR
- The Koxx（英語版）
- Run River North（英語版）
- Nothing but Thieves（英語版）
- ロマンティックパンチ
- NELL
- Idiotape
- Peppertones
- Daybreak
- ブラック・ハニー
- Jannabi（英語版）
- Dickpunks
- Monarchy（英語版）
- アット・ザ・ドライヴイン
- Zion.T（英語版）

2017年
- GUCKKASTEN / バスティル / ジャスティス
- AKMU
- Bolbbalgan4
- チャン・ギハと顔たち
- Idiotape
- ファイヴ・セカンズ・オブ・サマー
- デュア・リパ
- ユー・ミー・アット・シックス
- チャーリー・XCX
- Zion.T
- Pia
- Circa Waves（英語版）
- CRYSTAL LAKE

2018年
- 紫雨林 / ナイン・インチ・ネイルズ / マイ・ブラッディ・ヴァレンタイン
- マイク・シノダ
- Starsailor（英語版）
- The Bloody Beetroots（英語版）
- ロマンティックパンチ
- Crossfaith
- Daybreak
- Jannabi
- Pia
- The Koxx
- Suchmos
- never young beach
- LOUDNESS
- Marian Hill（英語版）

2019年
- ザ・フレイ / Cornelius / ウィーザー
- YB
- チャン・ボムジュン（英語版）
- トゥー・ドア・シネマ・クラブ
- ザ・ヴァンプス
- Sevdaliza（英語版）
- Crying Nut（英語版）
- キム・ジョンソ（英語版）
- アゲインスト・ザ・カレント
- Jambinai（英語版）
- ロマンティックパンチ
- Pia
- 落日飛車
- スチールハート

2020年
- 紫雨林 / GUCKKASTEN
- トラヴィス
- デフヘヴン
- NELL

2021年
- ユンサン / イ・スンファン
- モグワイ
- Phum Viphurit（英語版）
- リンダ・リンダズ
- Daybreak
- 10cm
- Jukjae

2022年
- NELL / ヴァンパイア・ウィークエンド / 紫雨林
- ジャパニーズ・ブレックファスト
- チェリーフィルター
- Jannabi
- Idiotape
- Phum Viphurit
- イ・ムジン（英語版）
- デフヘヴン
- タヒチ80
- 大象体操（英語版）
- Jukjae
- Crack Cloud（英語版）

2023年
- ELLEGARDEN / ザ・ストロークス / キム・チャンワンバンド
- チェリーフィルター
- 羊文学
- チャン・ギハ
- キム・ユナ
- Idiotape
- ジンジャー・ルート
- キリンジ
- カー、ザ・ガーデン（英語版）
- おとぼけビ〜バ〜